# Russie aux Jeux olympiques d'été de 1996
La Russie participe aux Jeux olympiques d'été de 1996 à Atlanta aux États-Unis. C'est la première fois que ce pays participe aux Jeux olympiques séparément des autres pays issus de l'Union soviétique. 390 athlètes russes, 232 hommes et 158 femmes, ont participé à 212 compétitions dans 25 sports. Ils y ont obtenu 63 médailles : 26 d'or, 21 d'argent et 16 de bronze. Avec ce total de médailles d'or, la Russie est deuxième au tableau des médailles, derrière les États-Unis.

## Médailles

### Médailles d'or
| Sport                  | Discipline                          | Athlète(s) | Performance                        | Date       |
| Médailles d'or : 26    |                                     | |                                    |            |
| Athlétisme             | 10 km marche femmes                 | Yelena Nikolayeva                                                                                             | 41 min 49 s (RO)                   | 29 juillet |
| Athlétisme             | 800 m féminin                       | Svetlana Masterkova                                                                                           | 1 min 57 s 63                      | 29 juillet |
| Athlétisme             | 1 500 m féminin                     | Svetlana Masterkova                                                                                           | 4 min 0 s 83                       | 3 août     |
| Boxe                   | Poids welters                       | Oleg Saitov                                                                                                   | victoire contre Sierra             | 3 août     |
| Cyclisme sur route     | Contre la montre féminin            | Zulfiya Zabirova                                                                                              | 36 s 40                            | 3 août     |
| Escrime                | Épée individuelle masculine         | Aleksandr Beketov                                                                                             | Victoire 15 - 14 contre Trevejo    | 20 juillet |
| Escrime                | Sabre individuel masculin           | Stanislav Pozdniakov                                                                                          | Victoire 15 - 12 contre Sharikov   | 21 juillet |
| Escrime                | Sabre par équipes masculin          | Stanislav Pozdniakov Sergey Sharikov Grigori Kirienko                                                         | Victoire 45 - 25 contre la Hongrie | 24 juillet |
| Escrime                | Fleuret par équipes masculin        | Dmitriy Shevchenko Ilgar Mamedov Vladislav Pavlovich                                                          | Victoire 45 - 40 contre la Pologne | 25 juillet |
| Gymnastique artistique | Concours général par équipes hommes | Aleksey Nemov Aleksey Voropayev Sergei Sharkov Nikolay Kryukov Yevgeny Podgorny Dmitri Trush Dmitri Vasilenko | 576,778 pts                        | 22 juillet |
| Gymnastique artistique | Saut de cheval hommes               | Aleksey Nemov                                                                                                 | 9,787 pts                          | 29 juillet |
| Gymnastique artistique | Barres asymétriques femmes          | Svetlana Khorkina                                                                                             | 9,850 pts                          | 29 juillet |
| Haltérophilie          | Moins de 91 kg                      | Aleksey Petrov                                                                                                | 402,5 kg                           | 27 juillet |
| Haltérophilie          | Plus de 108 kg                      | Andrey Chemerkin                                                                                              | 457,5 kg                           | 30 juillet |
| Lutte                  | Plus de 130 kg hommes               | Aleksandr Karelin                                                                                             | Victoire 1-0 contre Ghaffari       | 22 juillet |
| Lutte                  | Moins de 68 kg hommes               | Vadim Bogiyev                                                                                                 | Victoire 1-1 contre Saunders       | 30 juillet |
| Lutte                  | Moins de 82 kg hommes               | Khadzhimurat Magomedov                                                                                        | Victoire 4-1 contre Yang           | 31 juillet |
| Lutte                  | Moins de 74 kg hommes               | Buvaysar Saytiev                                                                                              | Victoire 5-0 contre Park           | 1er août   |
| Natation               | 100 m nage libre masculin           | Aleksandr Popov                                                                                               | 48 s 74                            | 22 juillet |
| Natation               | 200 m papillon masculin             | Denis Pankratov                                                                                               | 1 min 56 s 51                      | 22 juillet |
| Natation               | 100 m papillon masculin             | Denis Pankratov                                                                                               | 52 s 27 (RM)                       | 24 juillet |
| Natation               | 50 m nage libre masculin            | Aleksandr Popov                                                                                               | 22 s 13                            | 25 juillet |
| Plongeon               | Plateforme 10 mètres hommes         | Dmitri Sautin                                                                                                 | 692,34 pts                         | 2 août     |
| Tir                    | Pistolet 10 m femmes                | Olga Klochneva                                                                                                | 490,1 pts                          | 21 juillet |
| Tir                    | Carabine 10 m air comprimé hommes   | Artem Khadjibekov                                                                                             | 695,7 pts                          | 22 juillet |
| Tir                    | Pistolet 50 m hommes                | Boris Kokorev                                                                                                 | 666,4 pts                          | 23 juillet |

| Sport                   | Discipline                           | Athlète(s) | Performance                            | Date       |
| Médailles d'argent : 21 |                                      | |                                        |            |
| Athlétisme              | 20 km marche hommes                  | Ilya Markov | 1 h 20 min 16 s                        | 26 juillet |
| Athlétisme              | Lancer du disque féminin             | Natalya Sadova | 66,48 m                                | 29 juillet |
| Athlétisme              | Triple saut féminin                  | Inna Lasovskaya | 14,98 m                                | 31 juillet |
| Athlétisme              | 50 km marche hommes                  | Mikhail Shchennikov | 3 h 43 min 46 s                        | 2 août     |
| Athlétisme              | Saut à la perche masculin            | Igor Trandenkov | 5,92 m                                 | 2 août     |
| Cyclisme sur piste      | Poursuite par équipes masculine      | Eduard Gritsun Nikolai Kuznetsov Alexei Markov Anton Chantyr                                                           | Défaite contre la France 4 min 7 s 730 | 27 juillet |
| Escrime                 | Sabre individuel masculin            | Sergey Sharikov | Défaite 12 - 15 contre Pozdniakov      | 21 juillet |
| Escrime                 | Épée par équipes masculine           | Aleksandr Beketov Pavel Kolobkov Valeriy Zakharevich                                                                   | Défaite 45 - 43 contre l'Italie        | 23 juillet |
| Gymnastique artistique  | Concours général par équipes femmes  | Dina Kotchetkova Rozalia Galiyeva Svetlana Khorkina Elena Grosheva Evgenia Kuznetsova Oksana Liapina Elena Dolgopolova | 388,404 pts                            | 23 juillet |
| Gymnastique artistique  | Concours général individuel          | Aleksey Nemov | 58,374 pts                             | 24 juillet |
| Gymnastique rythmique   | Épreuve individuelle                 | Yana Batyrchina | 39,382 pts                             | 4 août     |
| Haltérophilie           | Moins de 108 kg                      | Serguei Syrtsov | 420 kg                                 | 29 juillet |
| Lutte                   | Moins de 90 kg hommes                | Makharbek Khadartsev                                                                                                   | défaite 0-3 contre Azgadhi             | 2 août     |
| Natation                | Relais 4 x 100 m nage libre masculin | Roman Yegorov Alexander Popov Vladimir Predkin Vladimir Pyshnenko Denis Pimankov                                       | 3 min 17 s 06                          | 23 juillet |
| Natation                | Relais 4 x 100 m 4 nages masculin    | Vladimir Selkov Stanislav Lopukhov Denis Pankratov Alexander Popov Roman Ivanovsky Vladislav Kulikov Roman Yegorov     | 3 min 37 s 55                          | 26 juillet |
| Pentathlon moderne      | Pentathlon moderne                   | Eduard Zenovka | 5 530 points                           | 30 juillet |
| Plongeon                | Tremplin à 3 mètres femmes           | Irina Lashko | 512,19 pts                             | 31 juillet |
| Tir                     | Pistolet 10 m femmes                 | Marina Logvinenko | 488,5 pts                              | 21 juillet |
| Tir                     | Carabine 50 m 3 positions femmes     | Irina Gerasimenok | 680,1 pts                              | 24 juillet |
| Voile                   | Soling                               | Georgy Shayduko Igor Skalin Dmitry Shabanov                                                                            |                                        | 2 août     |

| Sport                    | Discipline                | Athlète(s) | Performance                        | Date       |
| Médailles de bronze : 16 |                           | |                                    |            |
| Athlétisme               | Lancer du poids féminin   | Irina Khudoroshkina | 19,35 m                            | 31 juillet |
| Aviron                   | Huit avec barreur hommes  | Pavel Melnikov Andrey Glukhov Anton Chermashentsev Aleksandr Lukyanov Nikolay Aksyonov Dmitriy Rozinkevich Sergey Matveyev Roman Monchenko Vladimir Volodenkov | 5 min 45 s 77                      | 28 juillet |
| Boxe                     | Poids mouches             | Albert Pakeyev |                                    | 4 août     |
| Boxe                     | Poids coqs                | Raimkul Malakhbekov |                                    | 3 août     |
| Boxe                     | Poids super-lourds        | Aleksey Lezin |                                    | 4 août     |
| Canoë-kayak              | K4 1 000 m hommes         | Oleg Gorobiy Sergey Verlin Georgiy Tsybulnikov Anatoli Tishchenko                                                                                              | 2 min 53 s 996                     | 3 août     |
| Escrime                  | Épée par équipes féminine | Maria Mazina Yuliya Garayeva Karina Aznavourian | Victoire 45 - 44 contre la Hongrie | 24 juillet |
| Gymnastique artistique   | Sol hommes                | Aleksey Nemov | 9,750 pts                          | 28 juillet |
| Gymnastique artistique   | Cheval d'arçons hommes    | Aleksey Nemov | 9,787 pts                          | 28 juillet |
| Gymnastique artistique   | Barre fixe hommes         | Aleksey Nemov | 9,800 pts                          | 29 juillet |
| Gymnastique rythmique    | Épreuve par équipes       | Evguenia Bochkareva Olga Chtyrenko Irina Dziouba Angelina Iouchkova Ioulia Ivanova Elena Krivochei                                                             | 38,365 pts                         | 2 août     |
| Lutte                    | Moins de 48 kg hommes     | Zafar Guliyev | Victoire 4-0 contre Kang           | 20 juillet |
| Lutte                    | Moins de 68 kg hommes     | Aleksandr Tretyakov | Victoire 4-0 contre Madzhidov      | 20 juillet |
| Natation                 | 100 m brasse hommes       | Vladislav Kulikov | 53 s 13                            | 24 juillet |
| Natation                 | 200 m papillon hommes     | Andrey Korneyev | 59 s 23                            | 23 juillet |
| Tir                      | Pistolet 25 m féminin     | Marina Logvinenko | 684,2 pts                          | 26 juillet |

| Sport                  |    |    |    | Total |
| Natation               | 4  | 2  | 2  | 8     |
| Escrime                | 4  | 2  | 1  | 7     |
| Lutte                  | 4  | 1  | 2  | 7     |
| Athlétisme             | 3  | 5  | 1  | 9     |
| Gymnastique artistique | 3  | 2  | 3  | 8     |
| Tir                    | 3  | 2  | 1  | 6     |
| Haltérophilie          | 2  | 1  | 0  | 3     |
| Plongeon               | 1  | 1  | 0  | 2     |
| Boxe                   | 1  | 0  | 3  | 4     |
| Cyclisme sur route     | 1  | 0  | 0  | 1     |
| Gymnastique rythmique  | 0  | 1  | 1  | 2     |
| Cyclisme sur piste     | 0  | 1  | 0  | 1     |
| Pentathlon moderne     | 0  | 1  | 0  | 1     |
| Voile                  | 0  | 1  | 0  | 1     |
| Aviron                 | 0  | 0  | 1  | 1     |
| Canoë-kayak            | 0  | 0  | 1  | 1     |
| Total                  | 26 | 21 | 16 | 63    |

| Jour       |   |   |   | Total |
| 20 juillet | 1 | 0 | 2 | 3     |
| 21 juillet | 2 | 2 | 0 | 4     |
| 22 juillet | 5 | 0 | 0 | 5     |
| 23 juillet | 1 | 3 | 1 | 5     |
| 24 juillet | 2 | 2 | 2 | 6     |
| 25 juillet | 2 | 0 | 0 | 2     |
| 26 juillet | 0 | 2 | 1 | 3     |
| 27 juillet | 1 | 1 | 0 | 2     |
| 28 juillet | 0 | 0 | 3 | 3     |
| 29 juillet | 4 | 2 | 1 | 7     |
| 30 juillet | 2 | 1 | 0 | 3     |
| 31 juillet | 1 | 2 | 1 | 4     |
| 1er août   | 1 | 0 | 0 | 1     |
| 2 août     | 1 | 4 | 1 | 6     |
| 3 août     | 3 | 0 | 1 | 4     |
| 4 août     | 0 | 1 | 2 | 3     |